# Stephen Wolfram
Stephen Wolfram (Londen, 29 augustus 1959) is een Brits informaticus en natuurkundige.
Hij is een wetenschapper die actief is in de deeltjesfysica, op het gebied van de (elementaire) cellulaire automaten en in de computeralgebra. Hij is vooral bekend als de maker van het computerprogramma Mathematica.
Wolfram's vader was romanschrijver, zijn moeder was hoogleraar in de filosofie. Hij wordt vaak aangeduid als een wonderkind; als vijftienjarige publiceerde hij een artikel over deeltjesfysica. Op zeventienjarige leeftijd ging hij studeren in Oxford aan de Universiteit van Oxford (St John's College). Toen hij 20 jaar was, behaalde hij zijn doctorsgraad in deeltjesfysica aan Caltech en zette daar zijn carrière voort. Een jaar later won hij de 'MacArthur "Genius" award'. 
Hij ontwikkelde een systeem voor computeralgebra bij Caltech. Aan de School of Natural Sciences van het Institute For Advanced Study bestudeerde hij cellulaire automaten, voornamelijk met behulp van computersimulaties. 
Aan de universiteit van Illinois startte hij in 1986 de ontwikkeling van het programma voor computeralgebra Mathematica. Hij richtte het bedrijf Wolfram Research op, dat het programma verder uitwerkt en op de markt brengt. Dit bedrijf ondersteunt ook de website MathWorld. Op 15 mei 2009 bracht dit bedrijf de zoekmachine Wolfram Alpha uit.